# Beveren-Kruibeke-Zwijndrecht
Beveren-Kruibeke-Zwijndrecht (ook wel afgekort tot BKZ) is een Belgische gemeente in Oost-Vlaanderen die op 1 januari 2025 is ontstaan uit de vrijwillige fusie van de gemeenten Beveren en Kruibeke in de provincie Oost-Vlaanderen enerzijds, en de gemeente Zwijndrecht in de provincie Antwerpen anderzijds. De gemeente heeft een oppervlakte van 206,45 km² en telt 87.876 inwoners (op 01/01/2025). Ze is de tweede grootste van Vlaanderen qua oppervlakte en de grootste qua inwonersaantal van het Waasland. Bij de fusie werd 20,24 km² van de provincie Antwerpen aan Oost-Vlaanderen overgedragen.
De fusiegemeente bestaat uit dertien deelgemeenten. Naast de deelgemeenten Beveren, Kruibeke en Zwijndrecht betreft het ook Bazel, Burcht, Doel, Haasdonk, Kallo, Kieldrecht, Melsele, Rupelmonde, Verrebroek en Vrasene.

## Geschiedenis

### Annexatie van Zwijndrecht, Burcht en Linkeroever (1921-1923)
Al eeuwen voor de fusie vormde de Schelde de natuurlijke grens tussen het Waasland en Brabant. Alles ten westen van de Schelde maakte dan ook oorspronkelijk deel uit van de provincie Oost-Vlaanderen. Maar in 1921 zei de toenmalige Belgische premier Henri Carton de Wiart dat hij het abnormaal vond dat de haven van Antwerpen zich enkel op de rechteroever zou uitstrekken. Dat leidde uiteindelijk tot een reeks van annexaties in 1923. Zwijndrecht en Burcht, die toen nog zelfstandige gemeenten waren, werden deel van de provincie Antwerpen. Daarnaast werd een deel van Zwijndrecht en Burcht afgestaan aan de stad Antwerpen. Dat stadsdeel staat vandaag bekend als Linkeroever. Als compensatie voor de annexatie zouden Zwijndrecht en Burcht (en in bredere zin het Waasland) een tunnel met Antwerpen krijgen. Zo werden de Waaslandtunnel en de Sint-Annatunnel 10 jaar na de annexatie gebouwd door IMALSO, die echter niet op het grondgebied van Zwijndrecht/Burcht liggen, maar op het grondgebied van Linkeroever. In het kader van een fusie met Beveren en Kruibeke werd 100 jaar later opnieuw geanalyseerd in hoeverre het mogelijk was om Zwijndrecht en Burcht opnieuw over te hevelen naar de provincie Oost-Vlaanderen.

### Eerste reeks fusiegesprekken tussen Beveren en Kruibeke (2010)
Reeds in 2010 waren er besprekingen aan de gang over een mogelijke fusie tussen de gemeenten Kruibeke en Beveren. Destijds werd er een financiële stimulans van 3,5 miljoen euro beloofd. Die fusie is uiteindelijk niet doorgegaan door tijdsgebrek. Zo beweerde de toenmalige burgemeester van Kruibeke dat de beide gemeenten rustig de tijd moesten nemen om een eventuele fusie verder te onderzoeken en dat de fusie niet meer voor de lokale verkiezingen van 2012 zou kunnen plaatsvinden.

### Tweede reeks fusiegesprekken tussen Beveren, Kruibeke en Zwijndrecht (2022-2023)
In 2022 wakkerde de interesse voor een fusie opnieuw aan, dit keer met Zwijndrecht erbij. In tegenstelling tot de vorige poging tot fuseren werd er in 2023 grondig onderzoek gedaan naar de gelijkenissen en verschillen van de drie gemeenten. Het resultaat van dat onderzoek werd in juni 2023 in een inventarisatierapport voorgesteld. Hoewel de gemeente Beveren aangaf dat een meerderheid (52%) voor de fusie was, werd de gemeente ook bekritiseerd door burgerbewegingen zoals Hart voor Zwijndrecht. Er werd namelijk een referendum georganiseerd in de gemeente Zwijndrecht waar inwoners voor of tegen de fusie (of blanco) konden stemmen. Van de 19.500 inwoners kwamen 6.602 inwoners opdagen en 80% onder hen stemde tegen de fusie. Voor burgerbeweging Hart voor Zwijndrecht was dat een duidelijk signaal dat de fusie ongewenst was, maar omdat het om een minderheid van stemmers ging en het referendum daardoor niet-bindend was, werd er geen rekening mee gehouden. Verder stelde de burgerbeweging dat de schuld per inwoner in Zwijndrecht zou verdrievoudigen terwijl de schuld per inwoner in Beveren zou halveren. Voor de beweging wogen de voordelen niet op tegen de nadelen. De beweging veroordeelde ook de wisselmeerderheid met Vlaams Belang in de gemeenteraad van Zwijndrecht die de fusie uiteindelijk goedkeurde.

### Naamgeving fusiegemeente (2023-2025)
Nadat de fusie door de drie gemeenten werd goedgekeurd, werd er naar een naam voor de nieuwe fusiegemeente gezocht. In eerste instantie werd er een lijst met 5 mogelijke namen voorgesteld: Scheldelande, Scheldewaas, Oosterwaas, Nieuw Scheldeland en Oost Waasland. Hoewel Beveren en Kruibeke met die namen instemden, stemde de Zwijndrechtse gemeenteraad die namen weg. De gemeente Zwijndrecht zou niet betrokken zijn geweest bij de selectieprocedure en er zouden geen naamkundigen of heemkundigen ingeschakeld zijn. Als reactie op die kritiek vroeg de heemkundige kring om de naam Beveren-Waas toe te voegen aan de lijst met keuzemogelijkheden. Maar, omdat de domeinnaam 'beveren-waas.be' al in 2013 verkocht was, werd het voorstel aangepast naar Beveren Waas zonder koppelteken. Die nieuwe naam werd samen met Scheldewaas opnieuw aan de Zwijndrechtse gemeenteraad voorgesteld, maar werd opnieuw weggestemd omdat Beveren Waas niet verbindend genoeg zou overkomen. Omdat er niet genoeg tijd meer was om een nieuwe naam te zoeken, werd besloten om de werknaam van de fusiegemeente, Beveren-Kruibeke-Zwijndrecht, te gebruiken voor de fusie. De gemeentelijke administratie gebruikt gemakkelijkheidshalve ook de afkorting BKZ. In 2025 zou er dan een definitieve naam gekozen worden door de gemeenteraad van de nieuwe gemeente.

## Geografie

De 13 deelgemeenten van Beveren-Kruibeke-Zwijndrecht

### Deelgemeenten
|    | Naam        | Oppervlakte (km²) | Inwoners (01/01/2023) | Postcode   |
| -- | ----------- | ----------------- | --------------------- | ---------- |
| 1  | Beveren     | 19,03             | 21.179                | 9120       |
| 2  | Vrasene     | 13,77             | 4.383                 | 9120       |
| 3  | Verrebroek  | 15,83             | 2.079                 | 9130       |
| 4  | Kieldrecht  | 19,49             | 4.095                 | 9130       |
| 5  | Doel        | 25,60             | 114                   | 9130       |
| 6  | Kallo       | 27,62             | 2.467                 | 9120, 9130 |
| 7  | Melsele     | 18,54             | 11.506                | 9120       |
| 8  | Haasdonk    | 10,27             | 4.449                 | 9120       |
| 9  | Kruibeke    | 14,69             | 8.184                 | 9150       |
| 10 | Bazel       | 16,95             | 5.691                 | 9150       |
| 11 | Rupelmonde  | 1,89              | 3.175                 | 9150       |
| 12 | Zwijndrecht | 15,75             | 11.908                | 2070       |
| 13 | Burcht      | 4,49              | 7.636                 | 2070       |

### Aangrenzende gemeenten
De gemeente grenst aan volgende gemeenten en deelgemeenten:
- a. Berendrecht-Zandvliet-Lillo (Antwerpen)
- b. Antwerpen (Antwerpen)
- c. Hoboken (Antwerpen)
- d. Hemiksem
- e. Schelle
- f. Hingene (Bornem)
- g. Steendorp (Temse)
- h. Temse (Temse)
- i. Sint-Niklaas (Sint-Niklaas)
- j. Nieuwkerken-Waas (Sint-Niklaas)
- k. Sint-Gillis-Waas (Sint-Gillis-Waas)
- l. Meerdonk (Sint-Gillis-Waas)

Aan de grens met Nederland, grenst de gemeente aan Nieuw-Namen in de gemeente Hulst.
| Aangrenzende gemeenten         | Aangrenzende gemeenten | Aangrenzende gemeenten | Aangrenzende gemeenten | Aangrenzende gemeenten |
| ------------------------------ | ---------------------- | ---------------------- | ---------------------- | ---------------------- |
| Hulst (NL)                     |                        | Hulst (NL)             |                        | Antwerpen              |
|                                |                        |                        |                        |                        |
| Sint-Niklaas, Sint-Gillis-Waas | Antwerpen              |                        |                        |                        |
|                                |                        |                        |                        |                        |
| Sint-Niklaas, Temse            |                        | Temse, Bornem          |                        | Hemiksem, Schelle      |

## Demografische ontwikkeling van de fusiegemeente ontstaan op 1 januari 2025
Deze evolutie is gemaakt op basis van de historische gegevens die betrekking hebben op de drie gemeenten, inclusief hun deelgemeenten, die samen de nieuwe fusiegemeente vormen vanaf 1 januari 2025.
- Bronnen:NIS, Opm:1831 tot en met 1981=volkstellingen; 1990 en later= inwonertal op 1 januari

| Inwoners van jaar tot jaar op 1 januari 1992 tot heden | Inwoners van jaar tot jaar op 1 januari 1992 tot heden | Inwoners van jaar tot jaar op 1 januari 1992 tot heden |
| jaar                                                   | Aantal                                                 | Evolutie: 1992=index 100                               |
| ------------------------------------------------------ | ------------------------------------------------------ | ------------------------------------------------------ |
| 1992                                                   | 75.756                                                 | 100,0                                                  |
| 1993                                                   | 76.009                                                 | 100,3                                                  |
| 1994                                                   | 76.203                                                 | 100,6                                                  |
| 1995                                                   | 76.469                                                 | 100,9                                                  |
| 1996                                                   | 76.560                                                 | 101,1                                                  |
| 1997                                                   | 76.908                                                 | 101,5                                                  |
| 1998                                                   | 77.135                                                 | 101,8                                                  |
| 1999                                                   | 77.456                                                 | 102,2                                                  |
| 2000                                                   | 77.334                                                 | 102,1                                                  |
| 2001                                                   | 77.432                                                 | 102,2                                                  |
| 2002                                                   | 77.595                                                 | 102,4                                                  |
| 2003                                                   | 77.822                                                 | 102,7                                                  |
| 2004                                                   | 78.059                                                 | 103,0                                                  |
| 2005                                                   | 78.702                                                 | 103,9                                                  |
| 2006                                                   | 79.152                                                 | 104,5                                                  |
| 2007                                                   | 79.451                                                 | 104,9                                                  |
| 2008                                                   | 79.806                                                 | 105,3                                                  |
| 2009                                                   | 80.206                                                 | 105,9                                                  |
| 2010                                                   | 80.692                                                 | 106,5                                                  |
| 2011                                                   | 81.120                                                 | 107,1                                                  |
| 2012                                                   | 81.423                                                 | 107,5                                                  |
| 2013                                                   | 81.891                                                 | 108,1                                                  |
| 2014                                                   | 82.450                                                 | 108,8                                                  |
| 2015                                                   | 82.780                                                 | 109,3                                                  |
| 2016                                                   | 83.071                                                 | 109,7                                                  |
| 2017                                                   | 83.520                                                 | 110,2                                                  |
| 2018                                                   | 83.851                                                 | 110,7                                                  |
| 2019                                                   | 84.469                                                 | 111,5                                                  |
| 2020                                                   | 85.047                                                 | 112,3                                                  |
| 2021                                                   | 85.110                                                 | 112,3                                                  |
| 2022                                                   | 85.754                                                 | 113,2                                                  |
| 2023                                                   | 86.903                                                 | 114,7                                                  |
| 2024                                                   | 87.490                                                 | 115,5                                                  |
| 2025                                                   | 87.927                                                 | 116,1                                                  |

## Evenementen
- Wekelijkse markt: Burcht elke maandag (niet op feestdagen)
- Wekelijkse markt: Rupelmonde elke dinsdag
- Wekelijkse markt: Beveren elke dinsdag
- Wekelijkse markt: Kruibeke elke woensdag
- Wekelijkse markt: Haasdonk elke woensdag
- Wekelijkse markt: Zwijndrecht elke vrijdag (niet op feestdagen)
- Wekelijkse markt: Melsele elke zaterdag
- Boerenmarkt: Bazel 1x per maand op zaterdag
- Boerenmarkt: Beveren 1x per maand op zaterdag
- Blasiuskermis: Vrasene zondag of die na 2 Februari
- Carnavalkermis: Beveren weekend voor aswoensdag
- Carnavalkermis: Haasdonk weekend na aswoensdag
- Carnavalkermis: Kieldrecht 2e weekend na aswoensdag
- Kleine Kermis: Kallo Paasweekend
- Kleine Kermis: Melsele laatste zondag van April
- Meikermis: Burcht 1e zondag van Mei
- Braderij: Burcht 1e zondag van Mei
- Mercatorkermis: Rupelmonde 14 mei of opvolgende zondag
- Meikermis: Nieuwe Parochie-Beveren 2e weekend Mei
- Kleine Kermis: Verrebroek weekend van OLH Hemelvaart
- Sinksenkermis: Zwijndrecht Pinksterweekend
- Junikermis: Kruibeke 14 dagen na Pinksteren (jaarmarkt opvolgende woensdag)
- Grote Kermis: Zwijndrecht 1e zondag na 11 Juni
- Junikermis: Bazel 24 juni of zondag ervoor
- Zomerkermis: Beveren 1e zondag van Juli
- Grote Kermis: Vrasene 2e zondag van Juli (jaarmarkt opvolgende woensdag)
- Grote Kermis: Haasdonk weekend na 15 Augustus
- Scheldewijding: Doel rond half augustus afhankelijk van waterstand
- Grote Kermis: Verrebroek laatste weekend van Augustus
- Grote Kermis: Melsele 1e zondag van September
- Grote Kermis: Kallo 2e zondag van September
- Septemberkermis: Bazel 2e zondag van September (jaarmarkt dag voorheen)
- Septemberkermis: Kruibeke 4e zondag van September
- Grote Kermis: Kieldrecht zondag voor 29 September
- Jaarmarktkermis: Zwijndrecht weekend voor 1e maandag van Oktober (jaarmarkt zaterdag voorheen)
- Kouterkermis: Rupelmonde 9 Oktober of volgende zaterdag (jaarmarkt zaterdag voor de datum)
- Oktoberkermis: Beveren tweede dinsdag voor 2 november  en voorgaand weekend

## Politiek

### Structuur
| Beveren-Kruibeke-Zwijndrecht | Beveren-Kruibeke-Zwijndrecht | Supranationaal | Nationaal | Nationaal | Gemeenschap | Gewest | Provincie | Arrondissement | Provinciedistrict | Kanton | Gemeente |
| ---------------------------- | ---------------------------- | -------------- | --------- | --------- | ----------- | ------ | --------- | -------------- | ----------------- | ------ | -------- |

### Geschiedenis

#### Burgemeesters
| Tijdspanne | Tijdspanne | Burgemeester       |
| ---------- | ---------- | ------------------ |
|            | 2025-      | Marc Van de Vijver |

#### Legislatuur 2025-2030
Marc Van de Vijver (CD&V) leidt als burgemeester een coalitie van het kartel Wij, Samen Sterk met N-VA. Samen vormen ze een meerderheid van 26 op 43 zetels. De installatiegemeenteraad vond plaats op 02/01/2025.

### Resultaten gemeenteraadsverkiezingen sinds 2024
| Partij of kartel     | Partij of kartel     | 13-10-2024 | 13-10-2024 |
| Stemmen / Zetels     | Stemmen / Zetels     | %          | 43         |
| -------------------- | -------------------- | ---------- | ---------- |
|                      | Groen & Co           | 15,1       | 6          |
|                      | Vooruit              | 11,3       | 4          |
|                      | Wij, Samen Sterk     | 31,4       | 15         |
|                      | Wij, Samen Sterk     | 31,4       | 15         |
|                      | N-VA                 | 23,1       | 11         |
|                      | Vlaams Belang        | 16,1       | 7          |
|                      | Filip Kegels         | 3,0        | 0          |
| Totaal stemmen       | Totaal stemmen       | 38.120     | 38.120     |
| Opkomst %            | Opkomst %            | 59,3       | 59,3       |
| Blanco en ongeldig % | Blanco en ongeldig % | 1,1        | 1,1        |

De rode cijfers naast de gegevens duiden aan onder welke naam de partijen telkens bij een verkiezing opkwamen.
De zetels van de gevormde meerderheid zijn vetjes gedrukt. De grootste partij is in kleur.
Voor de resultaten van de gemeenteraadsverkiezingen in 2018 en vroeger, zie: Beveren, Kruibeke en Zwijndrecht.

## Bereikbaarheid

### Auto
Er lopen drie verschillende snelwegen door de gemeente: de E17 (Antwerpen - Frankrijk), de E34 (Duitsland - Knokke-Heist) en de R2 (ringweg ten noorden van Antwerpen door de haven). Verder telt de gemeente een heleboel gewestwegen: de N70 (Antwerpen - Gent), de N419 (Zwijndrecht - Temse),  de N420 (parallelweg Zwijndrecht), de N450 (Melsele - Kallo), de N451 (Sint-Niklaas - Doel) en de N485 (Beveren - Steendorp).

### Fiets
Naast autosnelwegen lopen er ook drie fietssnelwegen door de gemeente: de F4 (Antwerpen - Gent), de F41 (Antwerpen - Waaslandhaven - Zelzate) en de F425 (Station Melsele - Waaslandhaven). In de gemeente zijn ook twee fietsdeelsystemen actief. Aan het station van Beveren is het mogelijk om fietsen van Blue-bike te huren. Daarnaast zijn er over de hele gemeente tientallen locaties waar je gebruik kunt maken van (elektrische) fietsen van Donkey Republic als onderdeel van de zone Antwerpen.

### Trein
Beveren-Kruibeke-Zwijndrecht beschikt over drie stations langs spoorlijn 59 (Antwerpen - Gent). Station Melsele en station Zwijndrecht worden elk halfuur door de S-trein Antwerpen bediend. Dat geldt ook voor station Beveren, dat daarbovenop ook nog door de IC-verbinding Antwerpen - Gent - Oostende bediend wordt.

### Tram
De Antwerpse tram rijdt ook op het grondgebied van Beveren-Kruibeke-Zwijndrecht. Tramlijn 3 rijdt van Merksem via de Antwerpse premetro door het centrum van Antwerpen en Linkeroever om dan via Zwijndrecht naar de eindhalte P+R Melsele te rijden.

### Bus
De gemeente wordt door volgende buslijnen bediend:
| Buslijn | Traject | Frequentie                                           |
| ------- | --- | ---------------------------------------------------- |
| 31      | (Doel -) Kieldrecht - Verrebroek - Vrasene - Nieuwkerken-Waas - Sint-Niklaas                                             | 3x/uur spits: 4x/uur zondag: 2x/uur                  |
| 82      | Antwerpen Linkeroever - Zwijndrecht - Melsele - Beveren - Haasdonk - Sint-Niklaas - Waasmunster - Lokeren                | 2x/uur                                               |
| 821     | Antwerpen Linkeroever - Zwijndrecht - Melsele - Beveren - Westakkers - Sint-Niklaas                                      | spits: 2x/uur                                        |
| 83      | Kallo - Beveren | 1x/uur spits: 2x/uur zondag: 1x/2 uur                |
| 84      | Antwerpen Linkeroever - Zwijndrecht - Melsele - Beveren - Vrasene - Verrebroek - Kieldrecht                              | 1x/uur spits: 3x/uur zondag: 1x/2 uur                |
| 85      | Antwerpen Linkeroever - Zwijndrecht - Melsele - Beveren - Vrasene - Sint-Gillis-Waas - Stekene - Klein-Sinaai - Moerbeke | 1x/uur spits: 2x/uur zondag: 1x/2 uur                |
| 87      | Antwerpen Linkeroever - Burcht - Zwijndrecht - P+R Melsele                                                               | 2x/uur zondag: 1x/uur                                |
| 880     | Beveren - Kruibeke | spits: 1x/uur                                        |
| 93      | Antwerpen Linkeroever - Burcht - Kruibeke - Bazel - Rupelmonde - Steendorp - Temse - Sint-Niklaas                        | 3x/uur spits: 4x/uur zaterdag: 2x/uur zondag: 1x/uur |
| 931     | Antwerpen Linkeroever - Burcht - Kruibeke - Bazel - Rupelmonde - Steendorp - Temse - Eigenlo - Sint-Niklaas              | spits: 1-2x/uur                                      |

Aalst · Aalter · Assenede · Berlare · Beveren-Kruibeke-Zwijndrecht · Brakel · Buggenhout · Deinze · Denderleeuw · Dendermonde · Destelbergen · Eeklo · Erpe-Mere · Evergem · Gavere · Gent · Geraardsbergen · Haaltert · Hamme · Herzele · Horebeke · Kaprijke · Kluisbergen · Kruisem · Laarne · Lebbeke · Lede · Lierde · Lievegem · Lochristi · Lokeren · Maarkedal · Maldegem · Merelbeke-Melle · Nazareth-De Pinte · Ninove · Oosterzele · Oudenaarde · Ronse · Sint-Gillis-Waas · Sint-Laureins · Sint-Lievens-Houtem · Sint-Martens-Latem · Sint-Niklaas · Stekene · Temse · Waasmunster · Wetteren · Wichelen · Wortegem-Petegem · Zele · Zelzate · Zottegem · Zulte · Zwalm

België: Provincies · Gemeenten
Steden: Lokeren · Sint-Niklaas

Gemeenten: Beveren-Kruibeke-Zwijndrecht · Sint-Gillis-Waas · Stekene · Temse · Waasmunster

Belgische streken · Antwerpen · Oost-Vlaanderen · Vlaanderen